# Родительский вклад

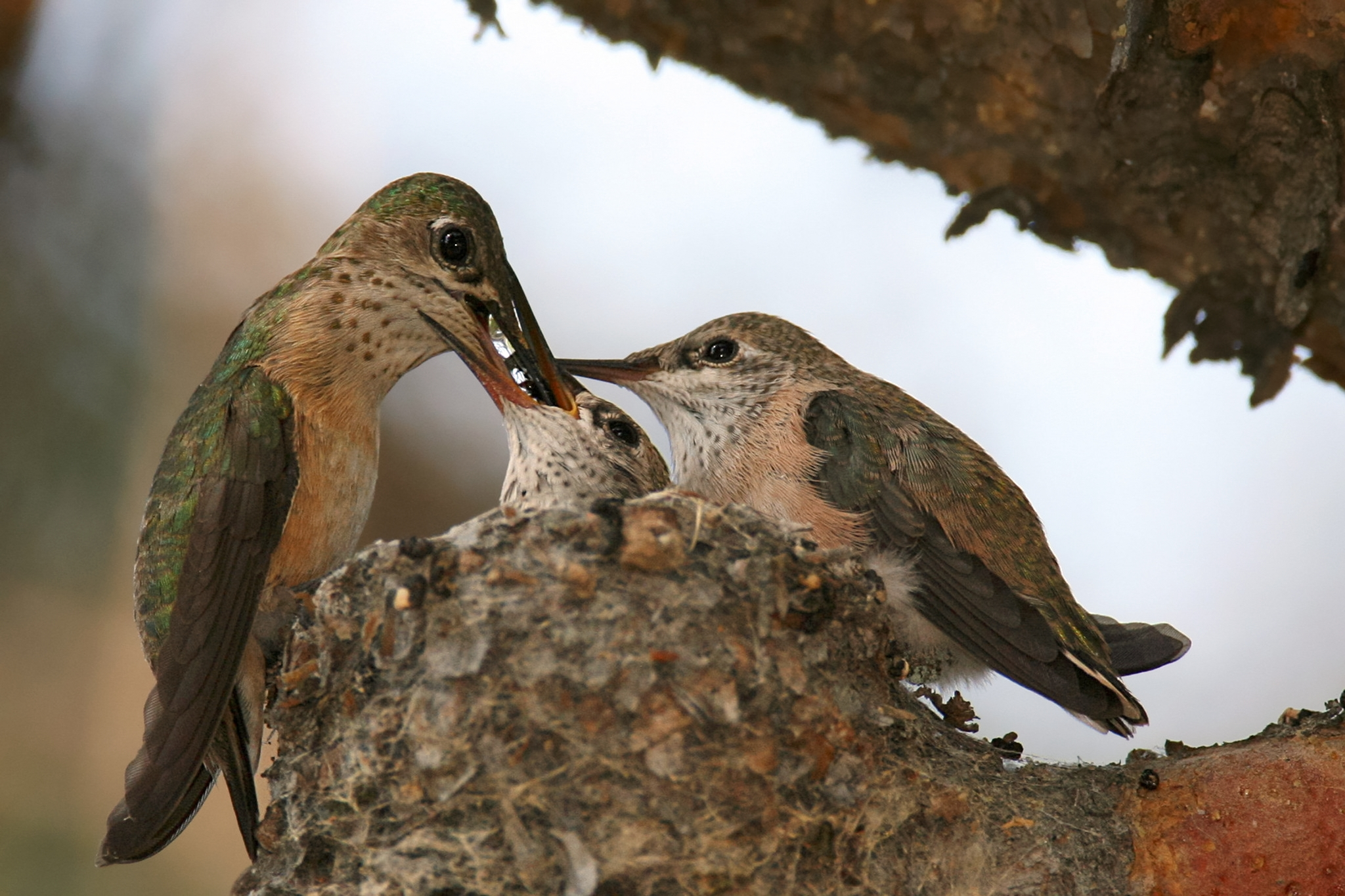
Самка колибри-каллиопа кормит своих птенцов

Родительский вклад — в эволюционной биологии — это любые затраты времени, энергии и других ресурсов родителей, которые благоприятствуют потомству, ограничивая при этом возможности родителей улучшать свою приспособленность.
Ранее Р. А. Фишер (Fisher, 1930) считал, что родительские вклады обоих полов должны быть одинаковы (принцип Фишера).
Теория родительского вклада Триверса предсказывает, что пол, вкладывающий больше ресурсов в выращивание, уход и защиту потомства, будет более разборчив при спариваниях, в то время как пол с меньшим вкладом будет конкурировать за доступ к полу с высоким родительским вкладом (принцип Бейтмана). Различия полов во вкладах важны для определения интенсивности полового отбора.
Забота о потомстве встречается во многих таксономических группах, включая как холоднокровные виды (беспозвоночные, рыбы, амфибии и рептилии), так и теплокровные (птицы и млекопитающие). Забота может осуществляться на любой стадии жизни: пренатальное развитие, включая защиту яиц, постройку гнезда, насиживание и вынашивание в утробе у млекопитающих, и уход после рождения, включая кормление и защиту.
Для потомства родительский вклад связан с улучшением условий роста и развития, и, как следствие, с репродуктивным успехом потомства, возможность же самих родителей произвести новое потомство уменьшается. Это может включать как риск травмы при защите потомства от хищников, так и потерю возможности нового спаривания в период ухода за потомством. Такая ситуация часто приводит к конфликту родителей и потомства (parent-offspring conflict). Поэтому родителям приходится поддерживать определённое равновесие между затратами на потомство и поддержанием собственной жизнедеятельности, необходимым для будущего воспроизводства.
РВ может осуществляться самкой, самцом или обоими родителями. В целом отбор благоприятствует тем родителям, которые максимизируют разницу между выигрышем и ценой. При этом забота о потомстве эволюционно возникает в тех случаях, когда выигрыш превышает затраты родителей.

## У человека
Элизабет Кэшдан предположила, что стратегии спаривания у обоих полов различаются в зависимости от того, сколько родительских инвестиций (вклада) получает мужчина, и предоставила подтверждение своим гипотезам в исследовании.
Когда мужчины ожидают (получают) высокого уровня родительского вклада, они будут пытаться привлечь женщин, подчеркивая свою способность вкладываться. Кроме того, мужчины, которые планируют инвестировать, с большей вероятностью будут подчеркивать свое целомудрие и верность, чем мужчины, которые не планируют инвестировать.
Мужчины, ожидающие (получающие) низких родительских инвестиций, будут выставлять напоказ свою сексуальность перед женщинами. Кэшдан также отмечает, что мужчины, получающие высокий уровень родительского вклада, в большей степени подчёркивают своё целомудрие и верность в отношениях. Она также полагает, что такой тип поведения является более выгодным, иначе бы не существовало полового отбора.